# Thot (dios egipcio)

Thot.

Thot, Tot o Thoth (AFI /θoʊθ, toʊt/; del griego koiné: Θώθ / thṓth, a partir del copto: Ⲑⲱⲟⲩⲧ /thōout evolución del antiguo egipcio: ḏḥwtj «El de Dyehut») es el nombre de una antigua divinidad egipcia, la cual es mencionada a partir de las dos primeras dinastías, es decir desde la época Tinita. 
Entre los griegos, a partir de la mención de Platón en su diálogo Fedro, se lo llamó: «Theut», y fue identificado con Hermes.
Es el dios de la inteligencia, de la escritura jeroglífica, la magia, las artes, el juicio, los muertos y en ocasiones se le vincula con la luna. Seshat, diosa de la escritura, es su equivalente femenino, y Ma'at, diosa de la verdad, su esposa.
Thot actúa como «consejero» de los dioses y «mediador» entre el mundo divino y el humano.

## Iconografía

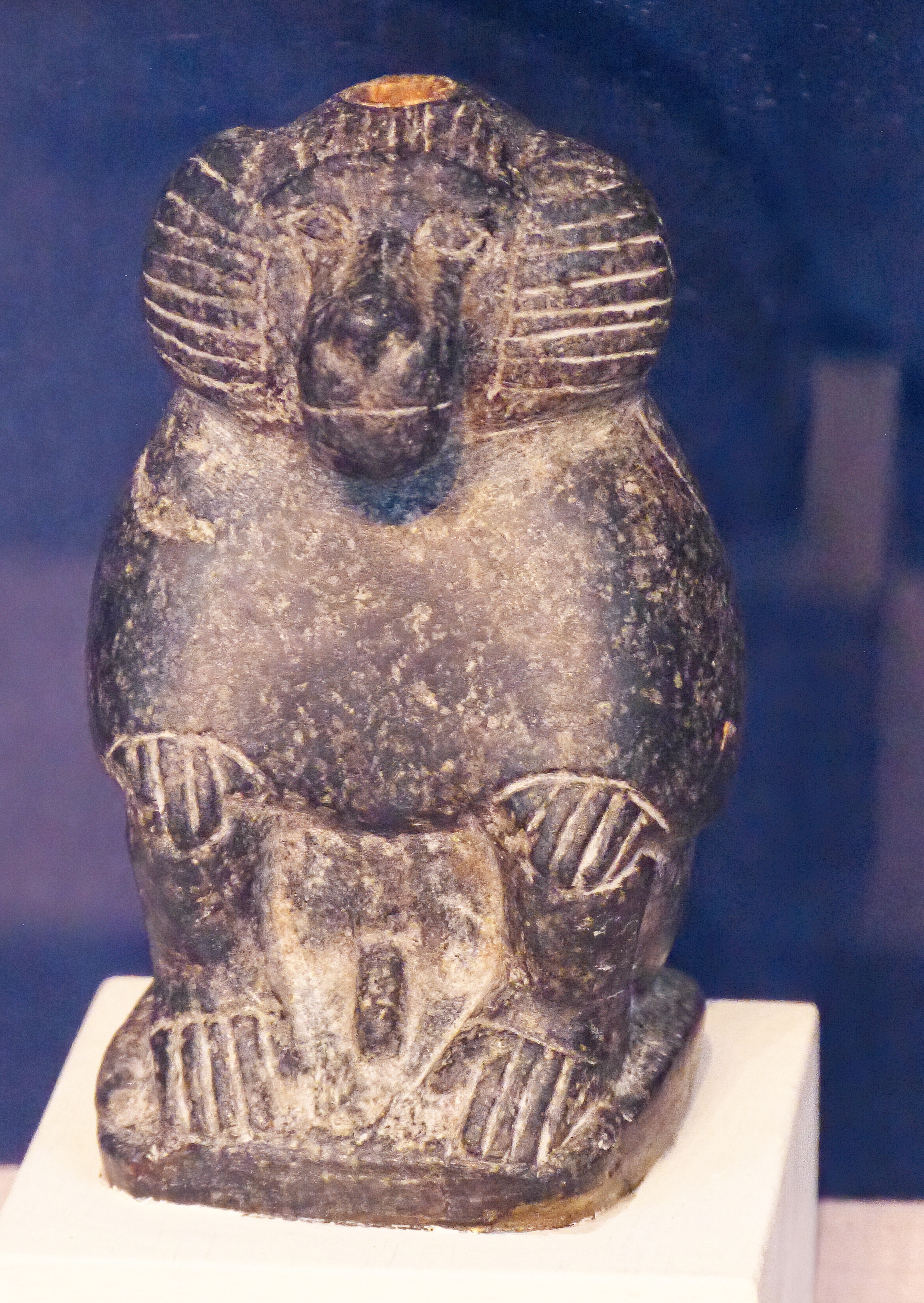
Estatuilla de diorita negra del dios Thot (babuino) del 1017 a. C. Museo de arqueología y antropología de la Universidad de Pensilvania (Penn), Estados Unidos.

Thot se representa como un hombre con cabeza de ibis o de babuino, sus animales sagrados; a veces porta un pincel y una tablilla de escritura, con los cuales anota los pensamientos, palabras y actos de los seres humanos, para pesarlos en su balanza. Suele llevar también el Anj en una de sus manos. En ocasiones se lo muestra con una lúnula sobre su cabeza que sostiene al disco solar.
La consagración del ibis a Thot responde a la creencia egipcia de que esta ave era capaz de poder observar con claridad debajo del agua; cualidad denominada: «percepción correcta».

## Atributos

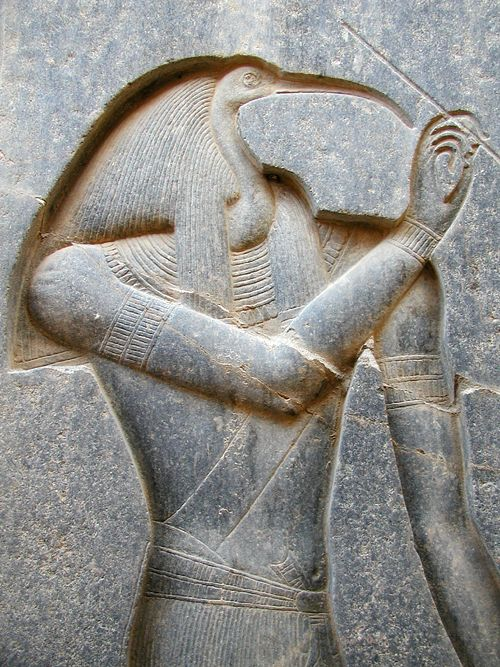
Bajorrelieve de Thot en el templo de Lúxor.

Thot es un dios con numerosos atributos, relacionados siempre con las artes y la sabiduría.  
Originalmente un dios lunar, se asociaba con la medición del tiempo y su parcelación en períodos, creados a partir de la observación de las fases de la Luna. Estos ciclos eran fundamentales para los rituales egipcios, en consecuencia, Thot fue asociado con la medición y regulación del tiempo, con la organización de la vida civilizada y con la escritura que permitía la perduración de ese orden.  
Con el tiempo pasó a ser considerado el dios de la sabiduría, inventor del lenguaje articulado y de la escritura jeroglífica. En cuanto tal era el escriba de los dioses, quien documentaba los decretos divinos en la sala de las Dos Verdades y corrobora por escrito el resultado del «pesaje de las almas» durante el llamado juicio de Osiris.En este rol, también era representado como un dios simio, Aani, quien indicaba el momento en que los platillos de la balanza igualaban al corazón del difunto con la pluma de Maat.
Divinidad tutelar de los escribas, así como de las artes y las ciencias, Thot fue celebrado como el arquitecto divino, conocedor de los trazados perfectos de todas las cosas, por ello era el dios de la sabiduría, tanto en lo que se refiere a las habilidades y técnicas, como al respeto por la ley moral. 
Junto al resto de atributos, se lo asocia además a la magia; por lo tanto es el máximo representante del sacerdocio, así como dominador del tiempo y principio del orden.
En ocasiones aparece como el dios que se engendra a sí mismo y es, por tanto, superior a los demás. Se le atribuye la realización de los cálculos para el establecimiento de los cielos, las estrellas, la Tierra, y todo lo que contienen.

### Mitología
En la mitología egipcia , Thot fue el creador de los Heru Renpet (los cinco días epagómenos), quitándolos de la luz de Jonsu, la luna. Estos nuevos días permitieron a Nut parir cuatro hijos, los cuales fueron: Osiris, Seth, Isis y Neftis; pues Ra le había impedido tenerlos en cualquier día del año. Más tarde, cuando Osiris debe ser reconstruido pero es incapaz de engendrar, Thot le enseña a Isis el encantamiento que permite la concepción de Horus. De manera análoga, los consejos y encantos de Thot permitieron que Horus derrotase a Seth. 
En numerosos relatos, Thot aparece como el consejero sabio, esposo o padre de Seshat, personificación de la sabiduría. Esta presencia de Thot en las narraciones y la importancia de su culto en Hermópolis Magna durante el período tardío de Egipto, llevaron a los primeros griegos que se interesaron por la religión egipcia, a interpretarlo como un héroe cultural divinizado.  
En este sentido, Thot se convirtió en el creador de todas las artes y las ciencias, especialmente la escritura (como aparece ya en el Fedro de Platón) y el arte de gobernar, pero también de la  astronomía, tanto en sus aspectos científicos como en la forma de astrología, de las matemáticas, de la geometría, sobre todo, pero además de la numerología, y las ciencias naturales. Con el tiempo, ya identificado con Hermes Trismegisto, se le atribuyó haber escrito la primera y más importante obra de cada una de las ramas del conocimiento.
Ya en época tardía y haciéndose eco de relatos egipcios reinterpretados, Plutarco, en su libro De Isis y Osiris, resumió las características de Thot de la siguiente manera: «... el dios de la Música y del Verbo; originó sus ocho dioses menores (ogdóada) emitiendo sonidos de su boca».Afirmación que pone énfasis en su papel de la palabra como principio de la creación.

### Epítetos

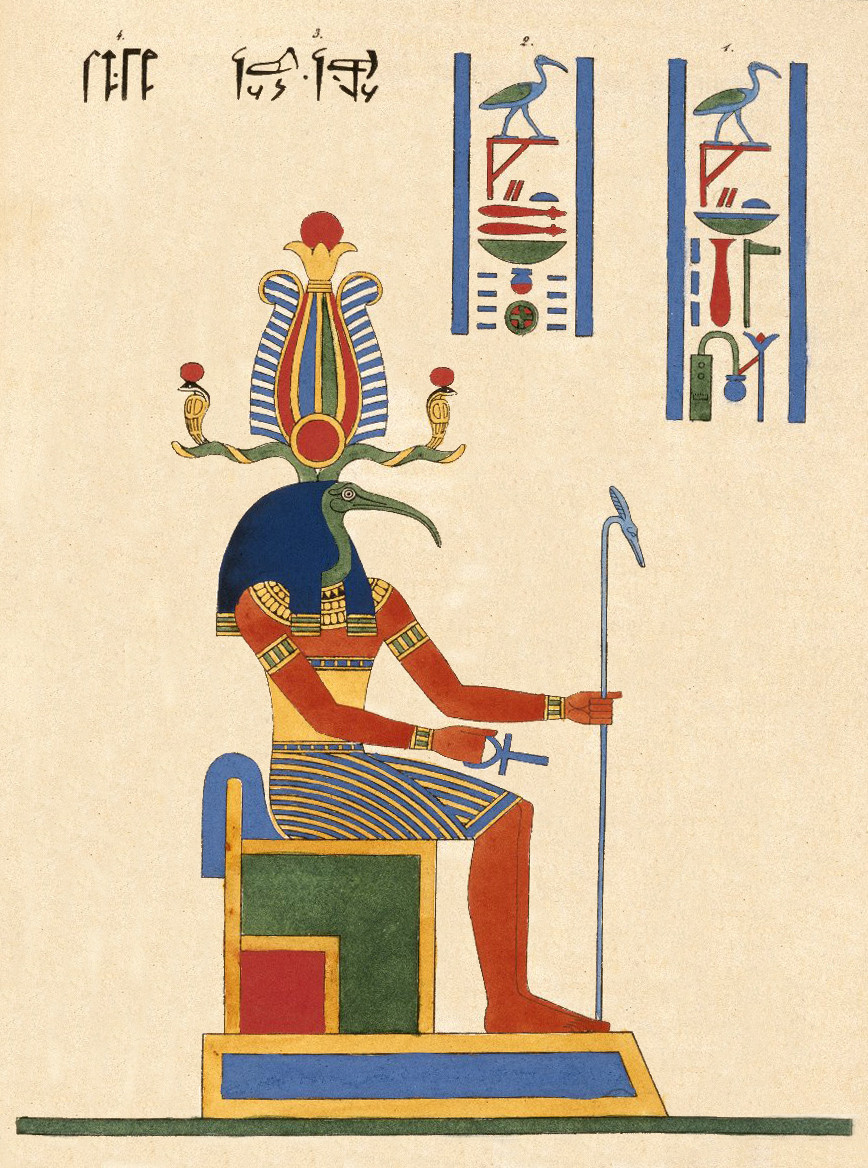
Ilustración (realzada digitalmente) de Léon-Jean-Joseph Dubois, para el Panteón egipcio de Champollion bajo el epígrafe: Thoout, Thoth Deux fois Grand, le Second Hermés (Thoout o Thot dos veces grande, el segundo Hermes). En: Museo de Brooklyn, Biblioteca Wilbour de Egiptología.

Su nombre «El de Dyehut», refería al XV nomo del Bajo Egipto. Recibió el epíteto de «Regulador de las crecidas de las aguas», el de «Toro de las estrellas» por representar los poderes mentales de Ra; también fue llamado «Atón de plata» en el periodo Tardío, el sol de la noche. Como «Señor del Tiempo» se encargaba de anotar en las hojas de una persea, con la ayuda de Seshat, los años de reinado de cada faraón.

### Culto

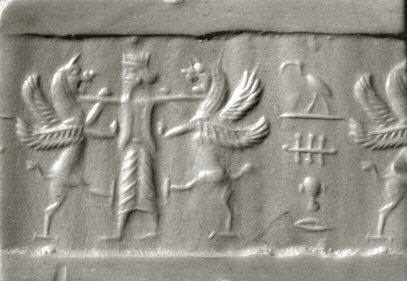
Thot más allá de Egipto. Impresión moderna de un sello cilíndrico aqueménida de Irán, con el rey sosteniendo dos grifos y jeroglíficos egipcios que dicen: "Thoth me protege". Alrededor del siglo VI-V a.C.

Era un dios creador en Hermópolis Magna, donde regía la «Casa de la Vida». También fue adorado en Hermópolis Parva, en Serabit el-Jadim y en Tuna el-Yebel, donde se encuentra una necrópolis de babuinos e ibis. 
Sus fiestas se celebraron los días 1 y 19 del mes de Thot, primer mes de la estación de Ajet.

### Nombres teóforos
Su nombre, Dyehuty, lo llevaron varios faraones de la dinastía XVIII denominados Dyehuthy-mes «engendrado por Dyehuty», posteriormente, también denominados Tutmosis, la forma helenizada de su nombre.
| G26 | t · Z4 | C3 | \| \| | I10 | H | w | t · Z4 | C3 |
|     |        |    |       |     |   |   |        |    |

|  |

| G26 | t · Z4 | C3 | \| \| | I10 | H | w | t · Z4 | C3 |
|     |        |    |       |     |   |   |        |    |

|  |

## Thot y Hermes Trismegisto

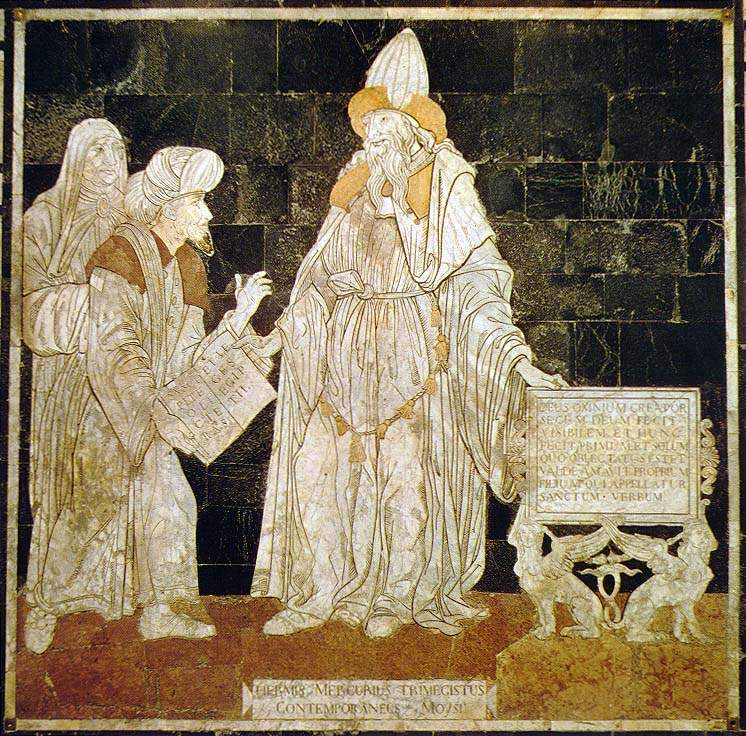
Hermes-Thot en la iconografía cristiana como Hermes Trismegisto, contemporáneo de Moisés. Pavimento de la Catedral de Siena, incrustaciones,.

Antes de la conquista de Alejandro, los griegos identificaron a Thot con Hermes. Platón menciona a Thot en su diálogo Fedro; el filósofo inventa un mito en el cual Thot informa al rey Thamus de Egipto que ha inventado la escritura, la cual es un maravilloso sustituto de la memoria. A esto, el soberano comenta que está equivocado y que los signos inventados son una apariencia de sabiduría.
Al instalarse los griegos como estamento dominante en Egipto, se recuperó la equivalencia de Thot con Hermes y ambos dioses fueron adorados como el mismo en el Templo de Thot situado en la ciudad egipcia de Jemenu, llamada por los griegos; Hermópolis,la ciudad de Hermes. A esta identificación se añadieron las figuras del arquitecto y erudito Imhotep,  deificado desde finales del Imperio Nuevo, y asimilado a Thot durante el reinado de los Lágidas, y del renombrado escriba Amenhotep, reinterpretado como un mago bondadoso; en ambos casos eran vistos como formas humanas de Hermes - Thot.
En este ambiente de sincretismo, surgió la figura de Hermes Trismegisto, "el tres veces grande", un personaje al cual se le atribuía el origen de todo conocimiento y la autoría de un cuerpo de literatura conocida, en razón de su nombre, como Hermética. En ella se explicaban los secretos del mundo material y espiritual, y fue considerada como la base de todos los saberes humanos. Por ello el personaje de Hermes Trismegisto apareció citado también por autores judíos y cristianos (más tarde islámicos y baháʼís) como predecesor de sus propias creencias. El primero de ellos fue Artapano de Alejandría, un judío egipcio que vivió en el siglo III o II a. C., siguiendo la teoría de Evémero, escribió que Thot-Hermes había sido un ser humano histórico y lo identificó con el propio Moisés, autor también de libros y leyes. Por su parte Eusebio de Cesarea en su libro Praeparatio evangelica señala que el mitógrafo fenicio Sanjuniatón mencionaba la presencia del dios Taaut entre los fenicios, creador de la escritura como el dios Toth,al cual Eusebio identifica con Hermes, y lo introduce en la lista de faraones egipcios después del epónimo Misor al trono de Egipto. Muchos autores posteriores, desde la Antigüedad tardía hasta el Renacimiento, identificaron a Hermes Trismegisto con Moisés o los consideraron como contemporáneos que expusieron creencias similares que anticipaban al cristianismo.
La primera mención de Trismegisto como epíteto de Hermes-Thot aparece, según Garth Fowden, en la Legatio del filósofo cristiano Atenágoras de Atenas quien cita un fragmento de Filón de Biblos, de la segunda mitad del siglo I o principios del II d. C. B. P. Copenhaver, sin embargo, ha encontrado una mención anterior en un resumen de un concilio de sacerdotes que tuvo lugar en 172 a. C. cerca de Menfis. Por su parte George Hart, en su diccionario de dioses egipcios, anota que Trismegisto deriva probablemente de una invocación a Thot, escrita en el Templo de Esna, donde se lee:  «Thot el grande, el grande, el grande».